# José Luís Pedragosa Raduá
José Luís Pedragosa Raduá, (Barcelona, 26 de agosto de 1942) es un ingeniero industrial que fue subdirector general de circulación de la DGT (1979-1983), Gerente de obras, instalaciones y suministros del INSALUD (1983-1985), el primer director general del Instituto Catalán de la Salud (1985) donde ocupó la Gerencia del Área Centro (1986-1989) y el director general del Instituto Catalán de Seguridad Viaria (1990-1996). Paralelamente ha sido pelotari ganando 5 Campeonatos de España de Pelota Vasca en la modalidad de cesta punta.
Actualmente es perito especialista en reconstrucción de accidentes, asesor en temas de Seguridad Vial y colaborador de la UPC en temas de prevención de accidentes y riesgos laborales en el CERpIE de la UPC (1985-2022).

## Primeros años
Siendo el tercero de 5 hermanos, José Luís Pedragosa nació en Barcelona el 26 de agosto de 1942. Su infancia, aunque sucedió en plena postguerra civil española, fue tranquila y apacible, en el seno de una familia creada por Salvador y Amparo muy tradicional de raíces muy distintas con los tres hijos mayores (Salvador que llegó a ser un conocido abogado en Barcelona, Antonio químico y José Luis ingeniero) siendo sólo truncada por la muerte de su hermana pequeña Ana María que murió a los 11 meses de una bronconeumonía lo que les marcó para toda la vida, viniendo finalmente el pequeño Carlos conocido publicista. Su padre Salvador los educó con una gran componente social pues creó una fábrica de pinturas con personal procedente de la Casa de Familia de Barcelona, creada por su tío Mossen Josep Pedragosa, primer cura de la cárcel Modelo de Barcelona para acoger y tutelar a los jóvenes delincuentes sin vivienda ni familia en la ciudad hasta constatar su reintegración laboral y social. Alentado por su madre, empezó la carrera de ingeniería en la Escuela Superior de Ingenieros Industriales de Barcelona que duró siete años reglamentarios. Al finalizar los estudios, aprobó las oposiciones para la Escala Técnica de la Dirección General de Tráfico DGT y aquello le permitió conseguir una plaza en la Jefatura Provincial de Tráfico de Barcelona durante la etapa final del franquismo. Durante ese periodo conoció a la abogada y poetisa, María del Carmen Acosta Roda (Inspectora de Trabajo) que le animó a hacer también oposiciones como Inspector de Trabajo y Seguridad Social.

## Funcionario al servicio de la sociedad
En plena etapa de la Transición con Adolfo Suárez como Presidente del Gobierno en España fue nombrado Subdirector General de Circulación de la DGT en 1979 por el entonces Director General de Tráfico José María Fernández Cuevas ingeniero industrial al servicio de Hacienda, y se trasladó a Madrid para ejercer dicho cargo. El hecho de que dos ingenieros ocupasen los dos más altos puestos directivos en la DGT fue considerado un movimiento pionero, casi inédito, e indicativo de un alejamiento a la hasta entonces régimen militar en los mandos del Ministerio del Interior..
Tras 4 años trabajando para rebajar el índice de accidentalidad en España y con grandes hitos conseguidos como el Primer Plan Nacional de Seguridad Vial, la implantación de los primeros controles de alcoholemia, la divulgación de las primeras campañas de prevención en la Seguridad Vial o la introducción de la Educación Vial en las escuelas, fue el mismo Fernández Cuevas, recién nombrado director general del Instituto Nacional de la Salud, (INSALUD) quien pidió a Pedragosa que lo acompañase en su nueva etapa en esa área, nombrándolo Gerente de Obras, Instalaciones y Suministros de la Sanidad Pública.
Coincidiendo con la transferencia de competencias a las Comunidades Autónomas, fue requerido en 1984 por la Generalidad de Cataluña para crear el Instituto Catalán de la Salud, del cual fue nombrado director general en el nuevo gobierno de Jordi Pujol, siendo entonces Consejero de Interior Josep Gomis. Estuvo en el cargo durante solo un año aunque en este puesto sentó la bases de una Sanidad Pública catalana muy cerca de los jóvenes sanitaristas catalanes Elvira Guilera y Xavier Trías quien le sustituyó como Director del ICS y le confió la Gerencia del Área Centro donde Pedragosa promovió la creación de los Consorcios Hospitalarios de Sabadell (Parc Taulí), Tarrasa (Mancomunitat), Vich y Manresa estructurando un organismo de alta eficacia y representatividad profesional y social.
Fue en 1990 cuando el propio presidente Jordi Pujol le ofreció crear el Instituto Catalán de Seguridad Viaria con el objetivo de rebajar el alto índice de accidentalidad de tráfico de Cataluña en el momento en que los fines de semana se cobraban vidas en las tristemente famosas noches de las "rutas del bacalao" que duraban hasta el amanecer. Pedragosa decidió adoptar un enfoque orientado a la prevención y apostando por la  competencia de los Mozos de Escuadra como Policía de Tráfico en la misma línea que la Ertzaintza tenía implantado en Euskadi en materia de control del tráfico y de fomento de la seguridad vial.
Un hecho notorio de su mandato fueron sus regulaciones viales propuestas que devinieron consecuentemente en leyes vigentes y establecidas en el ideario común del tránsito moderno, como por ejemplo la instauración obligatoria del uso del cinturón de seguridad o del casco de motocicleta en zona urbana.
Durante su mandato, la proliferación de campañas de concienciación, como la memorable campaña “Bandera Blanca "NO als Accidents” fue tan alto, que superaba a las de la Generalidad en su conjunto. En 1997 se negó a paralizar la realización de dichas campañas, tal y como mandaba la Consejería de Interior, hecho que desencadenó el consecuente cese, momento que se incorporó a la Inspección de Trabajo de Barcelona como Inspector de base, cargo que ocupó hasta su jubilación.

## Investigador de accidentes y educador
Pedragosa encontró en la Universitat Politécnica de Catalunya (UPC) y más en concreto en el CERpIE (Centre de Estudis i Recerca per la Innovació de les Empreses) creado y dirigido por el catedrático Pedro Rodríguez Mondelo, el espacio permanente para poder desarrollar los que siempre ha mantenido por vocación que es su lucha profesional contra los accidentes de tráfico y por lo tanto en la mejora de la seguridad vial aun fuera de los cargos públicos. En tal contexto no solamente ha dirigido y coordinado los cursos de especialización en tales materias sino que consiguió la adjudicación del Proyecto Europeo MAIDs (Motorcycle Accidents In Depth Study) de investigación en profundidad de accidentes de motocicleta y ciclomotor (1000 en toda Europa y 200 en Barcelona) entre los años 2000 y 2002, adquiriendo un importante bagaje de experiencia para poder aplicarlo en Cataluña y España.

## Pelotari
Desde pequeño él y sus hermanos practicaron el deporte de la Cesta Punta, pero sin duda fue él quien ya a los 24 años ganó su primer Campeonato de España por Federaciones, representando a Cataluña. A este le siguieron los conseguidos en 1972, 1973 y 1975, además de dos subcampeonatos conseguidos con su hermano Carlos. También ganaron para el club Vasconia 4 campeonatos de España por clubes. Su hermano Carlos explica de José Luis en su libro: “Tenía un gran revés y era un ganador nato. Como yo todavía estaba muy tierno (por edad) para jugar a su nivel, siempre perdíamos la final del campeonato de Catalunya por mi culpa. De haber jugado con alguien más consolidado, quizás no se le hubieran escapado esos campeonatos. Sin embargo, nunca, nunca me oí una palabra fuera de tono o de queja por parte de José Luis. Más bien al contrario, siempre estimulándome y con un espíritu de lucha y superación admirables. Un verdadero señor de la cancha. Un orgullo poder llevar su nombre y poderlo acompañar. Para mí, también significaba soportar la presión de jugar con alguien con quien no se podía perder y se había de estar a la altura. Unos recuerdos inolvidables que los tenemos los dos muy dentro”.